# Anthelephila discolor
Anthelephila discolor là một loài bọ cánh cứng trong họ Anthicidae. Loài này được Kejval miêu tả khoa học năm 1999.